# Pontifícia Universidade Católica do Rio Grande do Sul
A Pontifícia Universidade Católica do Rio Grande do Sul (PUCRS) é uma instituição de ensino superior (IES) privada e católica brasileira, com campus localizado em Porto Alegre. É a maior instituição de ensino superior privada do estado do Rio Grande do Sul e a primeira universidade fundada pelo Instituto dos Irmãos Maristas no mundo.
A PUCRS oferece mais de 50 opções de cursos de graduação, 24 de mestrado, 22 de doutorado e mais de 100 especializações, nas modalidades presencial ou online. Possui cerca de 35 mil alunos e já diplomou mais de 170 mil estudantes. O sistema educacional é organizado em cursos e programas, que possibilitam estudos de graduação e pós-graduação, educação continuada, além de atividades de extensão e pesquisa.
Em avaliação de 2019 do MEC, a PUCRS foi considerada a melhor universidade privada do sul do país, qualificação também obtida em 2012, 2013 e 2018. A mesma classificação foi conquistada em avaliação do Times Higher Education, em 2019. No Ranking Universitário Folha de S.Paulo, a Universidade aparece como a melhor privada do Brasil em 2019, 2018, 2017 e 2014. Em relação à Pós-Graduação, em 2017 a PUCRS alcançou a melhor média nacional entre as IES públicas e privadas, com dez ou mais programas de pós-graduação, de acordo com a Avaliação Quadrienal da Coordenação de Aperfeiçoamento de Pessoal de Nível Superior (Capes). Já seu Museu de Ciência e Tecnologia foi eleito o 10.º melhor do Brasil pelo site TripAdvisor, em 2017.

## História

### Primeiros anos

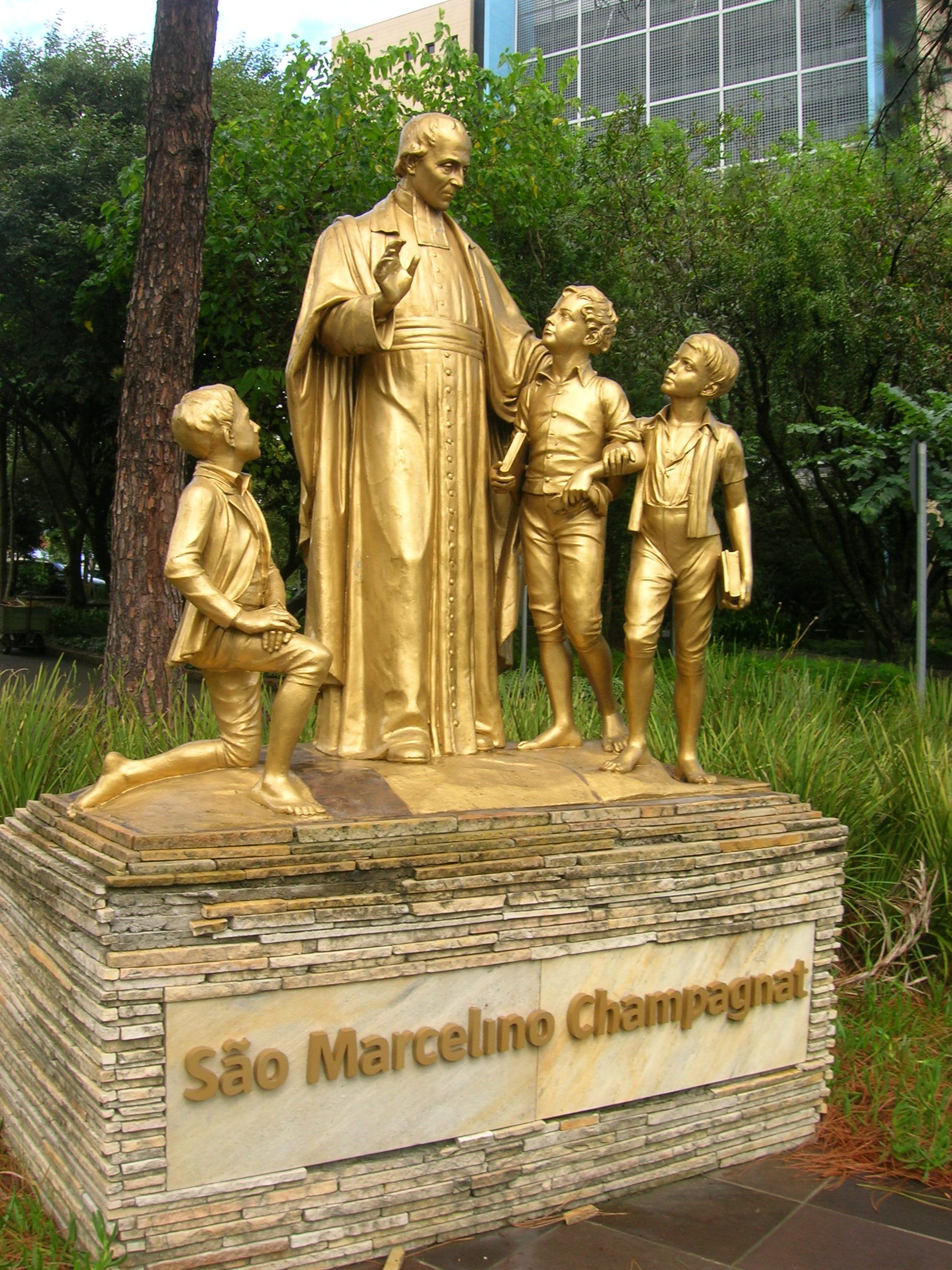
Estátua de São Marcelino Champagnat.

A história da PUCRS se inicia com a vinda para o Brasil dos Irmãos Maristas, uma congregação religiosa fundada por São Marcelino Champagnat no ano de 1817, na França. No ano de 1900, os primeiros Maristas chegaram à cidade de Bom Princípio, no Rio Grande do Sul, a pedido do bispo Dom Cláudio José Gonçalves Ponce de Leão. A partir de então, muitos outros religiosos maristas - tendo sempre como ideal o estilo marista de educar - vieram da Europa.
Em 1904, através das instalações da Igreja Nossa Senhora do Rosário, em Porto Alegre, criou-se a Escola Nossa Senhora do Rosário. A transferência do Colégio Nossa Senhora do Rosário para os arredores da Praça Dom Sebastião, no bairro Independência, ocorreu em 1927. A instituição se destacava por seu Instituto Superior de Comércio, dirigido pelo Irmão Afonso (Charles Désiré Joseph Herbaux). Era o primeiro reconhecido no Sul do País e seria o embrião da PUCRS, da qual o Ir. Afonso foi o precursor.

### Primeiras faculdades
A pedido dos alunos que se formavam e desejavam continuar seus estudos em nível universitário, mas não tinham como fazê-lo pela inexistência dos mesmos, Ir. Afonso criou o Curso Superior de Administração e Finanças, em março de 1931, com nove estudantes. Três anos depois, o curso passaria a integrar a Faculdade de Ciências Políticas e Econômicas.
O projeto dos Irmãos Maristas foi conduzido pela visão do Irmão Afonso, com a colaboração do Irmão Faustino João e dos professores Elói José da Rocha, Elpídio Ferreira Paes, Salomão Pires Abrahão, Francisco Juruena, Irmão José Otão e Antônio César Alves, entre outros. Em 1940, foi fundada a Faculdade de Filosofia, Ciências e Letras, seguida pela Escola de Serviço Social, no ano de 1945, e pela Faculdade de Direito, em 1947. Com as quatro faculdades, a União Sul Brasileira de Educação e Ensino (USBEE), entidade civil dos Irmãos Maristas, solicitou ao Ministério da Educação a equiparação de universidade.
Em 8 de dezembro de 1948, o então arcebispo de Porto Alegre e chanceler da Universidade, Dom Vicente Scherer, deu posse à primeira administração para o triênio de 1948 a 1951, assim constituída: reitor, Armando Pereira da Câmara; vice-reitor, Irmão José Otão; Diretor da Faculdade de Ciências Políticas e Econômicas, Francisco Juruena; Diretor da Faculdade de Filosofia, Ciências e Letras, Antônio César Alves; Diretor da Escola de Serviço Social, Mário Goulart Reis; Diretor da Faculdade de Direito, Armando Dias de Azevedo. Os demais reitores ao longo da história da Universidade foram os professores cônego Alberto Frederico Etges (1951 a 1953), Irmão José Otão (José Stefani) (1954 a 1978), Irmão Liberato (Wilhelm Hunke), que completou o último triênio do Irmão Otão (2 de maio de 1978 a 29 de dezembro de 1978), Irmão Norberto Francisco Rauch (1979 a 2004), Irmão Joaquim Clotet (2004 a 2016) e o Irmão Evilázio Teixeira, que, desde dezembro de 2016, ocupa o cargo de reitor.

### Universidade Pontifícia
Pelo decreto nº 25.794, de 9 de novembro de 1948, do presidente Eurico Gaspar Dutra, as faculdades passaram a constituir a Universidade Católica do Rio Grande do Sul, a primeira criada pelos Irmãos Maristas no mundo.
No dia 1º de novembro de 1950, o Papa Pio XII, por solicitação da mantenedora e do arcebispo Dom Vicente Scherer, outorgou à Universidade o título de Pontifícia. As obras dos Irmãos Maristas sempre foram pautadas pela obediência e respeito às diretivas do Santo Padre, o Papa. Como Universidade Pontifícia, o arcebispo de Porto Alegre é seu chanceler, Dom Jaime Spengler (desde 2013). Os anteriores foram Dom Vicente Scherer (1948 a 1981), Dom João Cláudio Colling (1981 a 1991), Dom Altamiro Rossato (1991 a 2001) e Dom Dadeus Grings (2001 a 2013).

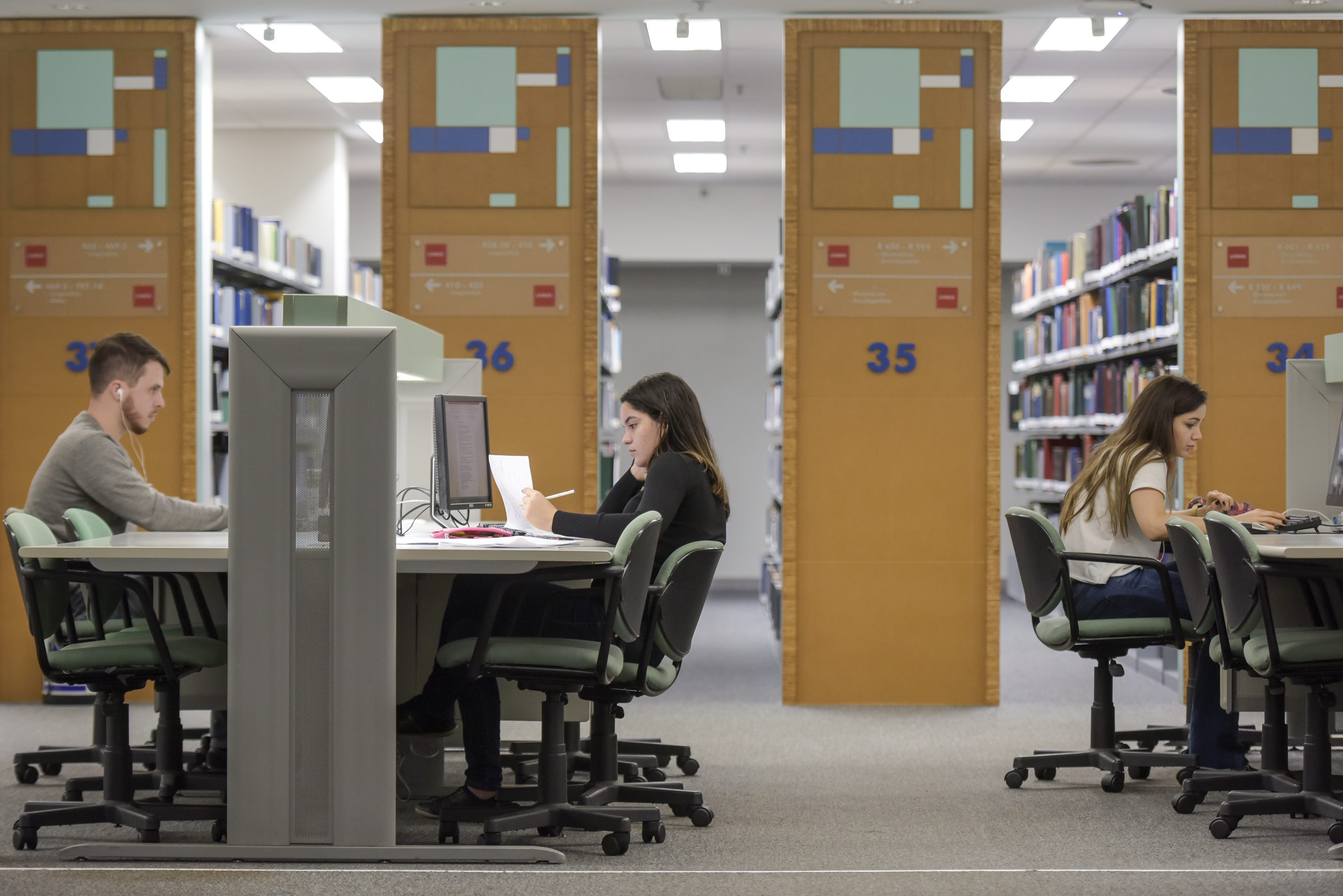
Alunos na Biblioteca Central

### Campus central
Em 1954, Ir. José Otão assumiu como reitor (1954-1978) e recebeu uma PUCRS relativamente pequena. Em sua gestão, solidificou a estrutura, reafirmou a força da mantenedora e resolveu transferir a Universidade do Centro de Porto Alegre para o Campus, localizado numa chácara dos Maristas, no mesmo terreno do Colégio Champagnat, no bairro Partenon.
Em março de 1957, foi lançada a pedra fundamental da Faculdade de Odontologia e, 11 anos depois, o presidente da república Costa e Silva inaugurou a Cidade Universitária. A transferência das Faculdades para o Campus Central começou de forma gradativa em 1960. Em abril de 1962, foram inaugurados os prédios da Faculdade de Odontologia e da Escola de Engenharia.

### Contemporaneidade

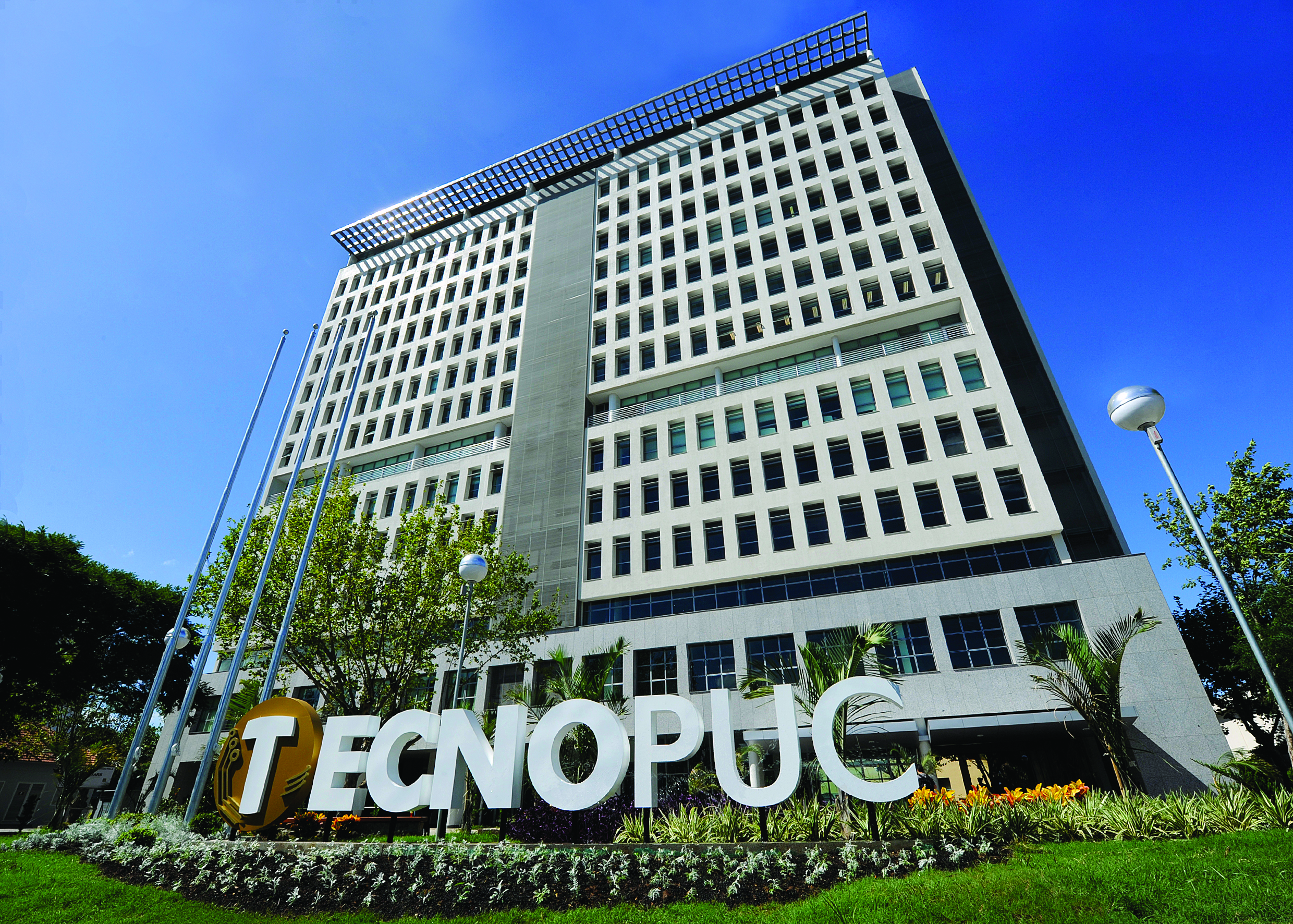
TECNOPUC

Com o Ir. Norberto Rauch como reitor, a Universidade levou a cabo grandes obras: o TECNOPUC, referência como Parque Tecnológico; o Museu de Ciência e Tecnologia, destaque por seus experimentos interativos em várias áreas do conhecimento; o Parque Esportivo, por sua capacidade de agregar inúmeras modalidades esportivas; a nova Biblioteca Central, uma das mais completas da América Latina; além de outros espaços destinados ao desenvolvimento do saber.
Em 2004, Ir. Joaquim Clotet assumiu como reitor (2004-2016) e começou a revisar prioridades. Quatro linhas orientaram sua gestão: qualidade; empreendedorismo; integração ensino, pesquisa, extensão; e relacionamento com a sociedade.
Em 2017, já com o Ir. Evilázio Teixeira como reitor, foi lançado o movimento PUCRS 360º – Universidade em transformação, que busca mais autonomia para os estudantes durante sua trajetória universitária, novos eixos formativos para uma experiência acadêmica diferenciada e mais espaços de convivência e estudo no Campus, como a Rua da Cultura.
A PUCRS conta com 226 parcerias internacionais com 36 países, garantindo cooperação internacional nos mais diversos níveis do conhecimento. Mobilidade acadêmica, pesquisas de excelência, disciplinas em língua estrangeira, dupla diplomação, cursos e eventos internacionais são alguns dos destaques das iniciativas de internacionalização da Universidade, reafirmando sua visão de tornar-se referência internacional em Educação Superior por meio da Inovação e do Desenvolvimento Social, ambiental, científico, cultural e econômico até o ano de 2022. Em 2018, a PUCRS foi contemplada no Programa Institucional de Internacionalização (Capes/PrInt), concebido para desenvolver e implementar a internacionalização das áreas de conhecimento escolhidas pelas instituições selecionadas e  estimular a formação de redes de pesquisas internacionais.[carece de fontes?]
Brasão
O brasão da PUCRS é formado, em seu timbre, por uma tiara (ou coroa) e duas chaves papais, sob às quais pende um liste azul com o lema latino Ad verum ducit, que significa "conduz à verdade". Em seu escudo, decorado com pele de arminho, há uma cruz de São Pedro invertida, em cor vermelha, na qual estão estampados o monograma dos Irmãos Maristas e uma estrela de sete pontas.

## Estrutura

### Hospital São Lucas da PUCRS (HSL)

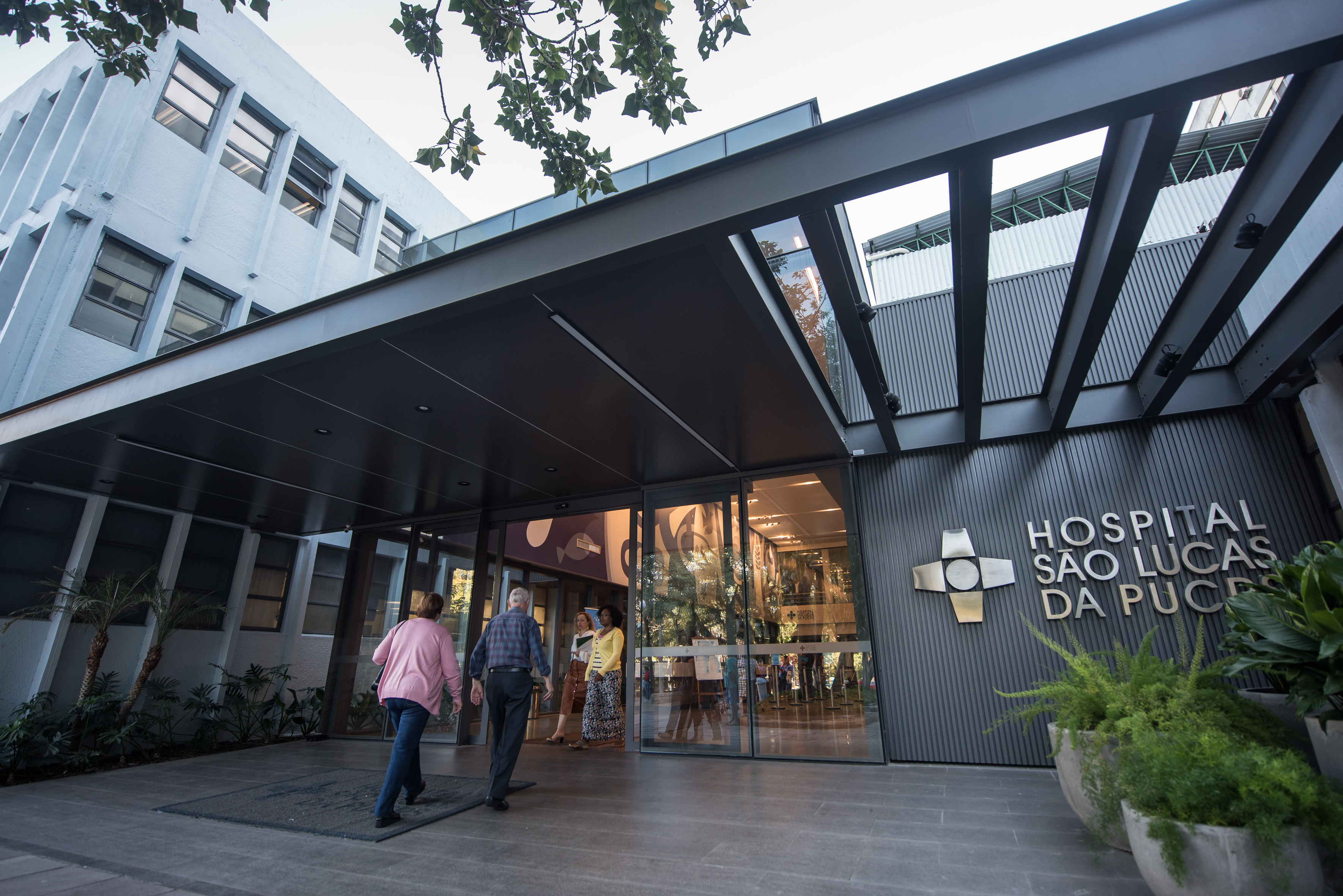
Entrada do Hospital São Lucas

Em 1970, com a criação da Faculdade de Medicina, surgiu a necessidade de construir um hospital-escola, campo de estágios para a graduação e pós-graduação. Depois de estudos de necessidades e do plano diretor, as obras começaram em 1971 e a inauguração do Hospital São Lucas (HSL) ocorreu em outubro de 1976. Foi o primeiro empreendimento na área, do Instituto dos Irmãos Maristas no mundo. No final de 1988, a PUCRS lançou o Centro Clínico, espaço inovador que uniu o HSL e consultórios de médicos que também atuam como professores.

### Instituto do Cérebro (InsCer)
Inaugurado em junho de 2012, o Instituto do Cérebro do Rio Grande do Sul (InsCer) é uma entidade filantrópica, mantida pela União Brasileira de Educação e Assistência (Ubea), que pertence à Rede Marista. O InsCer tem, entre seus principais objetivos, associar tecnologia de ponta e pesquisa aplicada em benefício do paciente. É conduzido por um time de neurocientistas renomados mundialmente e conta com a participação dos pesquisadores e professores da PUCRS, a fim de estabelecer um elo constante entre a pesquisa e assistência médica. Em 2020 sua estrutura foi ampliada para 9 300 m².

### Parque Esportivo

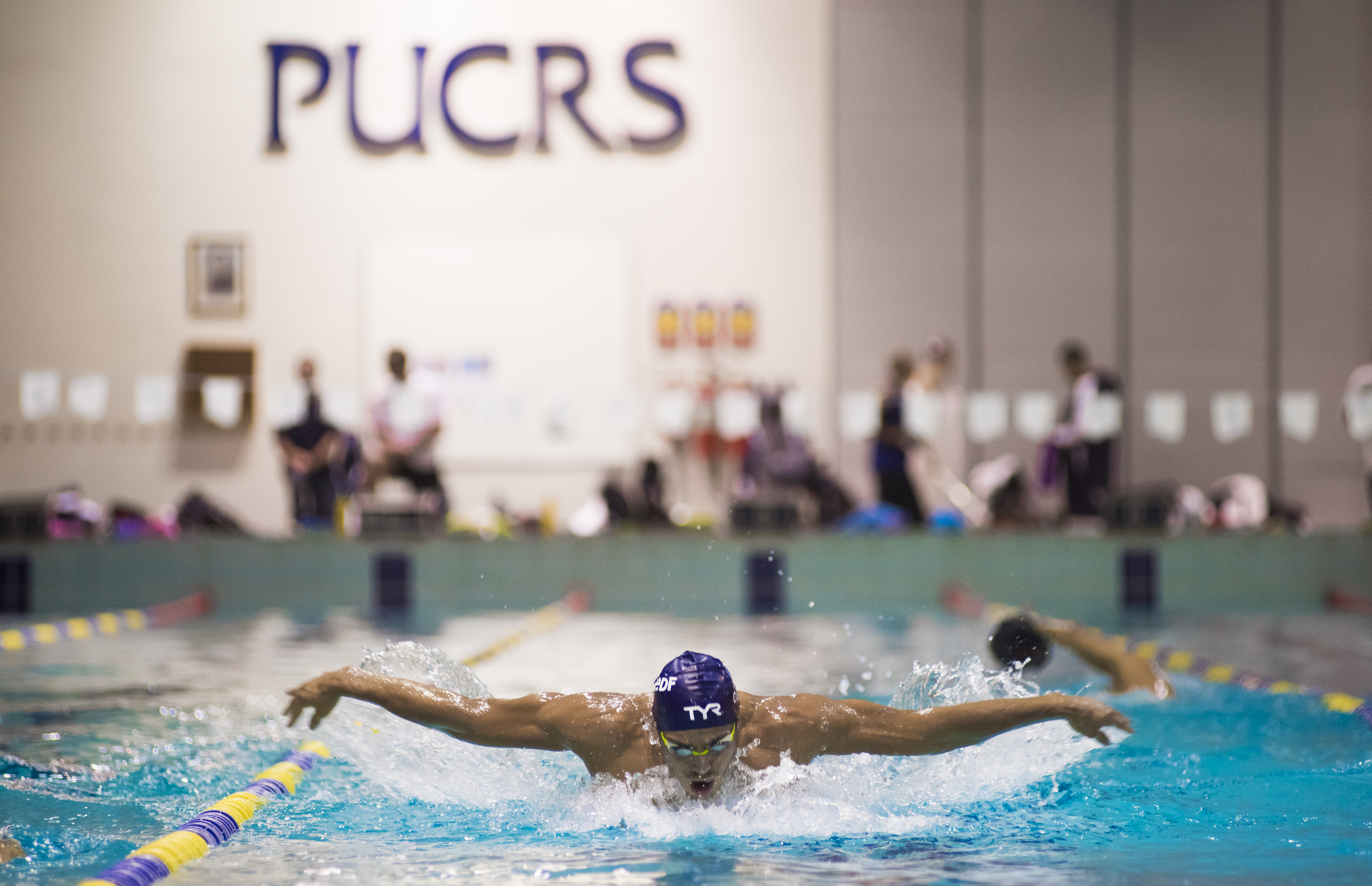
Piscina no parque esportivo

Destinado à prática de diversas modalidades, o Parque Esportivo da PUCRS conta com uma estrutura que atende a Universidade e a comunidade em geral, com foco na saúde, no bem-estar e na qualidade de vida. Os serviços oferecidos na Academia de Ginástica e na Escola de Natação estão disponíveis nas mais variadas modalidades e faixas etárias. Para as locações esportivas, há quadras poliesportivas, de tênis, de areia, campos e quadras de futebol, piscina térmica olímpica, entre outros. A estrutura do Estádio Universitário, composto por um campo de futebol com dimensões oficiais e grama natural, pista de atletismo, arquibancadas e áreas de apoio, também está à disposição para locações e eventos esportivos. O Parque dispõe, ainda, de uma pista de caminhada, um playground e áreas de lazer e contemplação junto à natureza, distribuídos ao longo da área externa ao prédio poliesportivo.

### Inovação

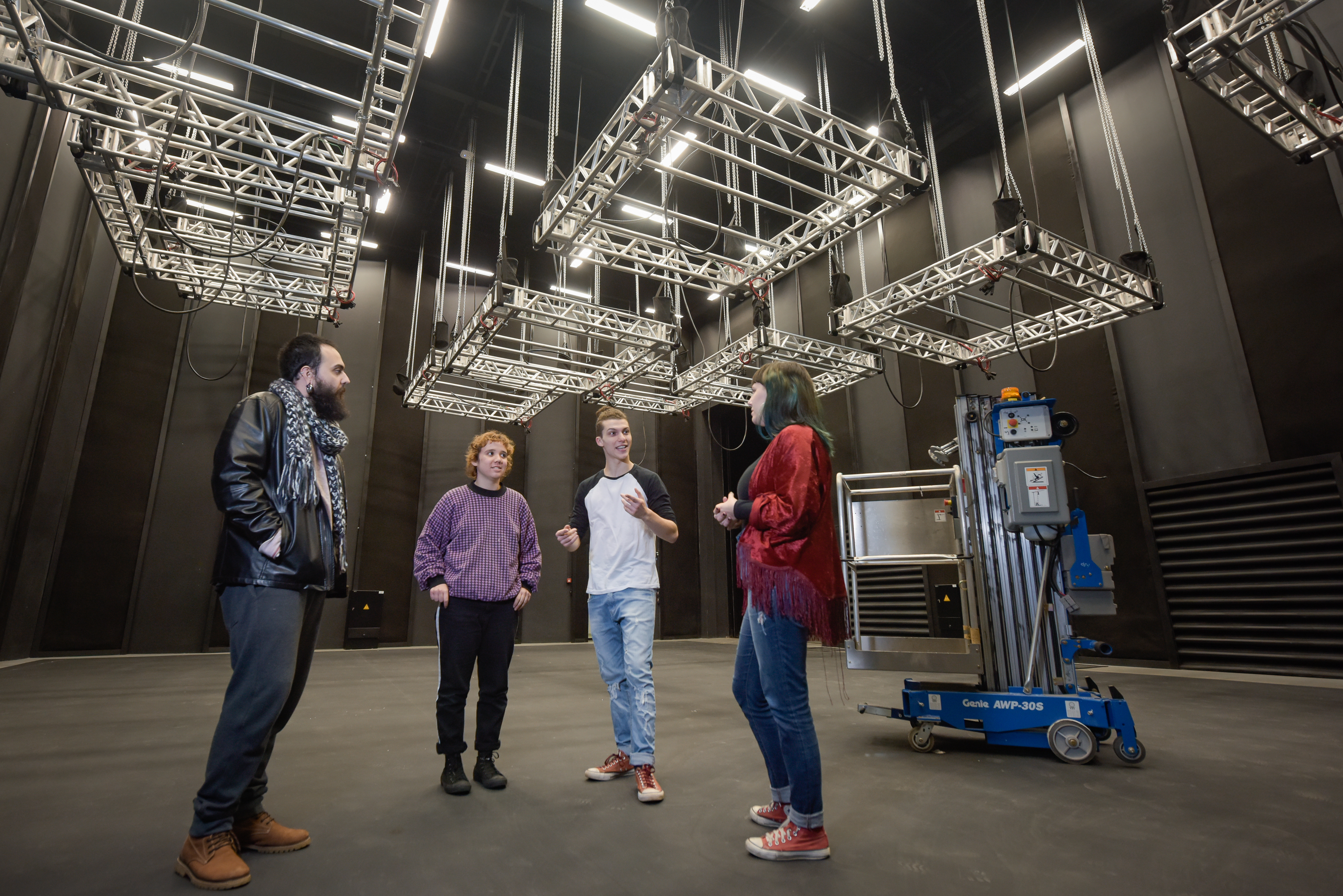
Tecna

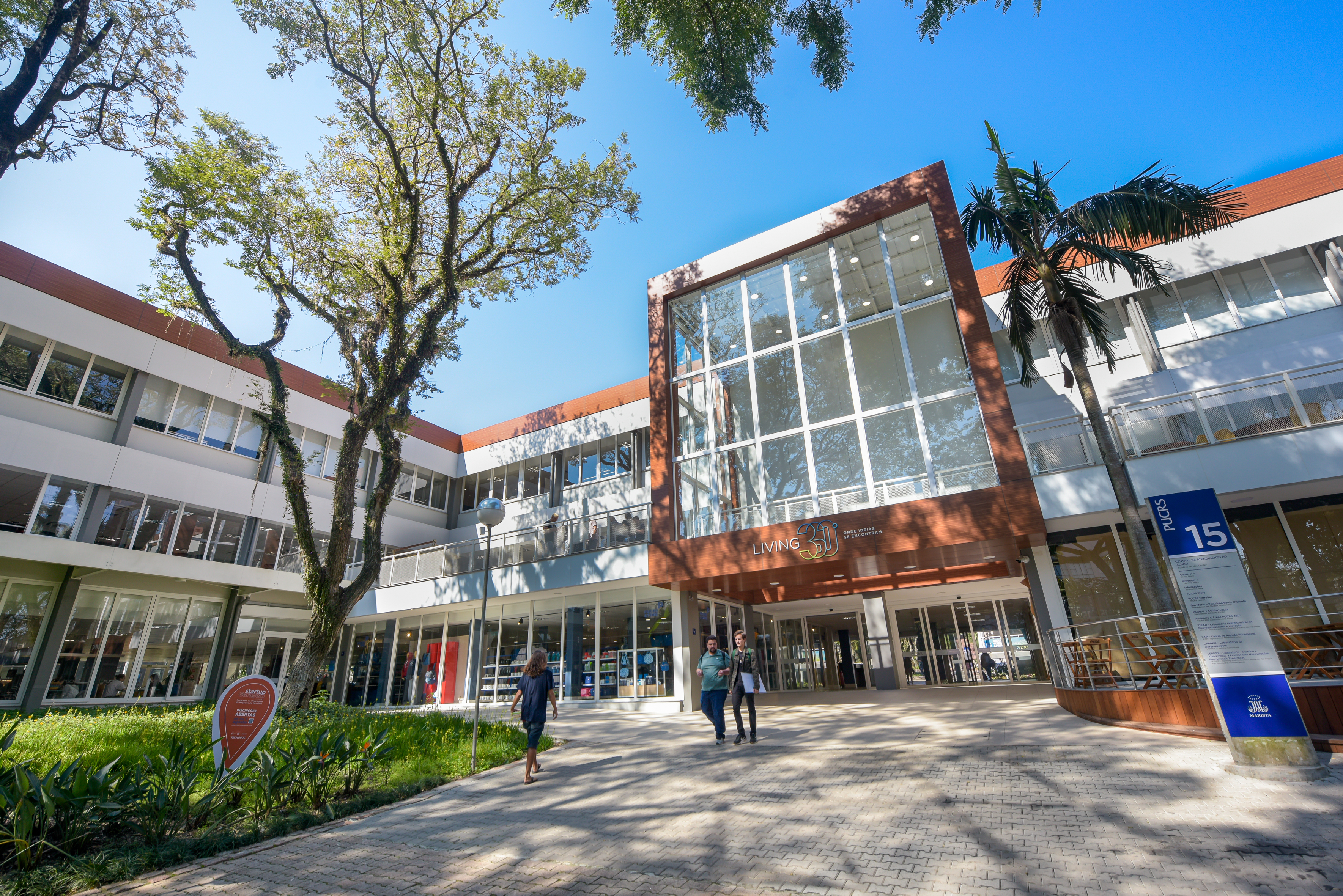
Espaço "living"

A PUCRS conta com um conjunto de estruturas e mecanismos para promover e apoiar o processo de inovação e empreendedorismo. Boa parte dessas iniciativas constituem a Rede INOVAPUCRS. O foco da atuação da Universidade por meio dessa rede é promover um esforço multidisciplinar para buscar soluções e oferecer respostas às demandas da sociedade em termos de desenvolvimento econômico e social.

#### Tecnopuc
O Parque Científico e Tecnológico da PUCRS (Tecnopuc) é um ecossistema de inovação e empreendedorismo com mais de 170 empresas, desde multinacionais até startups, somando mais de 8 mil postos de trabalho e promovendo a transformação de novas ideias em produtos e serviços. Entidades da área de inovação e tecnologia, centros de pesquisa da Universidade e do Governo Federal completam o ecossistema.
Com sedes em Porto Alegre e em Viamão, o Tecnopuc favorece o networking e a realização de projetos de open innovation entre empresas. Ações de softlanding facilitam o acesso de empresas parceiras a países de interesse e apoiam empresas estrangeiras a ingressarem no mercado brasileiro.

#### Tecna
O Tecna é um Centro de Produção Audiovisual que nasceu para apoiar a produção audiovisual brasileira, contando com uma infraestrutura de padrão internacional equipada com tecnologia de ponta, em amplos espaços para produção e finalização. O Tecna já foi o local de cenas de cinema, filmes publicitários, séries do Netflix, conteúdos para internet, games e outras produções.

#### Living 360º
Em fevereiro de 2019, foi inaugurado o Living 360°, espaço diferenciado para apoiar o uso de metodologias inovadoras de ensino. O prédio conta com 10 mil metros quadrados divididos em 16 salas de aulas com mobiliário flexível, adaptáveis a diversos formatos e possibilitando diferentes cenários, além de um auditório para 190 pessoas e uma arena para 110, amplo espaço para refeições, mesas de jogos, piano e mobiliário próprio para estudo e relaxamento.

## Ingresso
Atualmente, existem diferentes formas de ingressar em cursos de graduação da PUCRS.
 Vestibular 
A PUCRS realiza duas edições do vestibular: no verão, para ingresso no primeiro semestre do ano; e no inverno, para ingresso no segundo semestre. A aplicação ocorre em um único dia, sendo que, no verão, as provas são compostas por dois núcleos distintos: o núcleo comum, aplicado para o Grupo 1 (Medicina) e para o Grupo 2 (Demais cursos); e o núcleo específico, de acordo com o curso escolhido pelo candidato. O núcleo comum compreende uma prova com 30 questões objetivas – Língua Portuguesa (10), Língua Inglesa ou Espanhola (10), Matemática (10) – e uma prova de Redação. O núcleo específico é composto por uma prova objetiva que varia conforme a Escola a que o curso está vinculado. No inverno, é aplicada somente a prova de Redação.
No caso de haver vagas remanescentes após o vestibular, são realizadas provas complementares em datas a serem definidas, no chamado Vestibular Complementar.
 Exame Nacional do Ensino Médio (Enem) 
A nota do Enem pode ser utilizada para ingressar na PUCRS através do Vestibular Complementar, da Seleção Contínua ou do Programa Universidade para Todos (ProUni).
 Outros 
Graduados pela PUCRS ou por outra instituição podem solicitar o Ingresso Diplomado. Estudantes de outras instituições podem solicitar transferência para a PUCRS, através de inscrição online e análise da documentação. É possível ainda ingressar na PUCRS utilizando o desempenho em vestibulares anteriores ou a nota do Enem. Através do Reingresso, alunos com a matrícula trancada podem voltar para a PUCRS. Quem já é aluno da PUCRS mas gostaria de trocar de curso, turno ou currículo pode solicitar a Reopção de Curso.

## Pesquisa

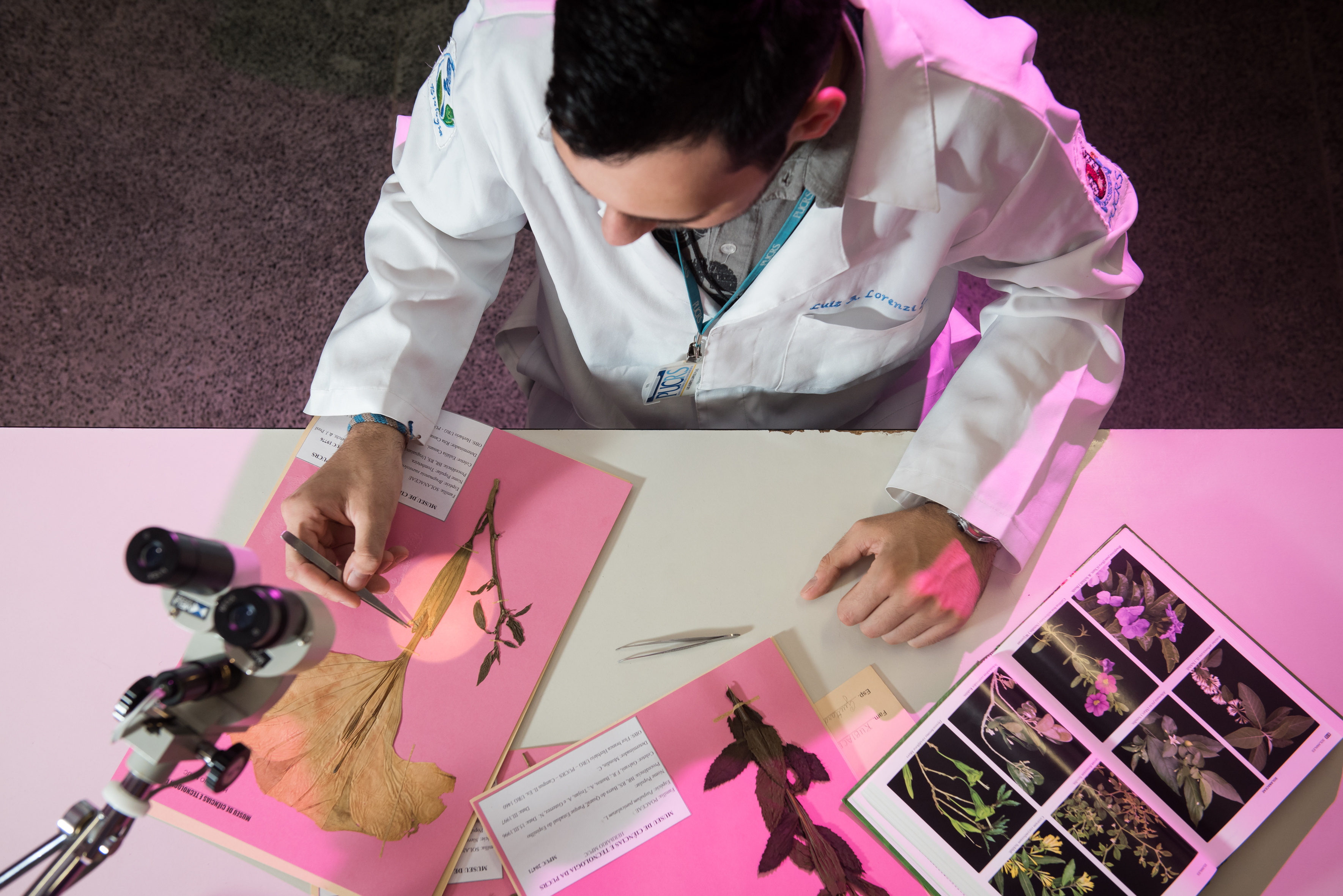
Pesquisador no Museu de ciências e tecnologia

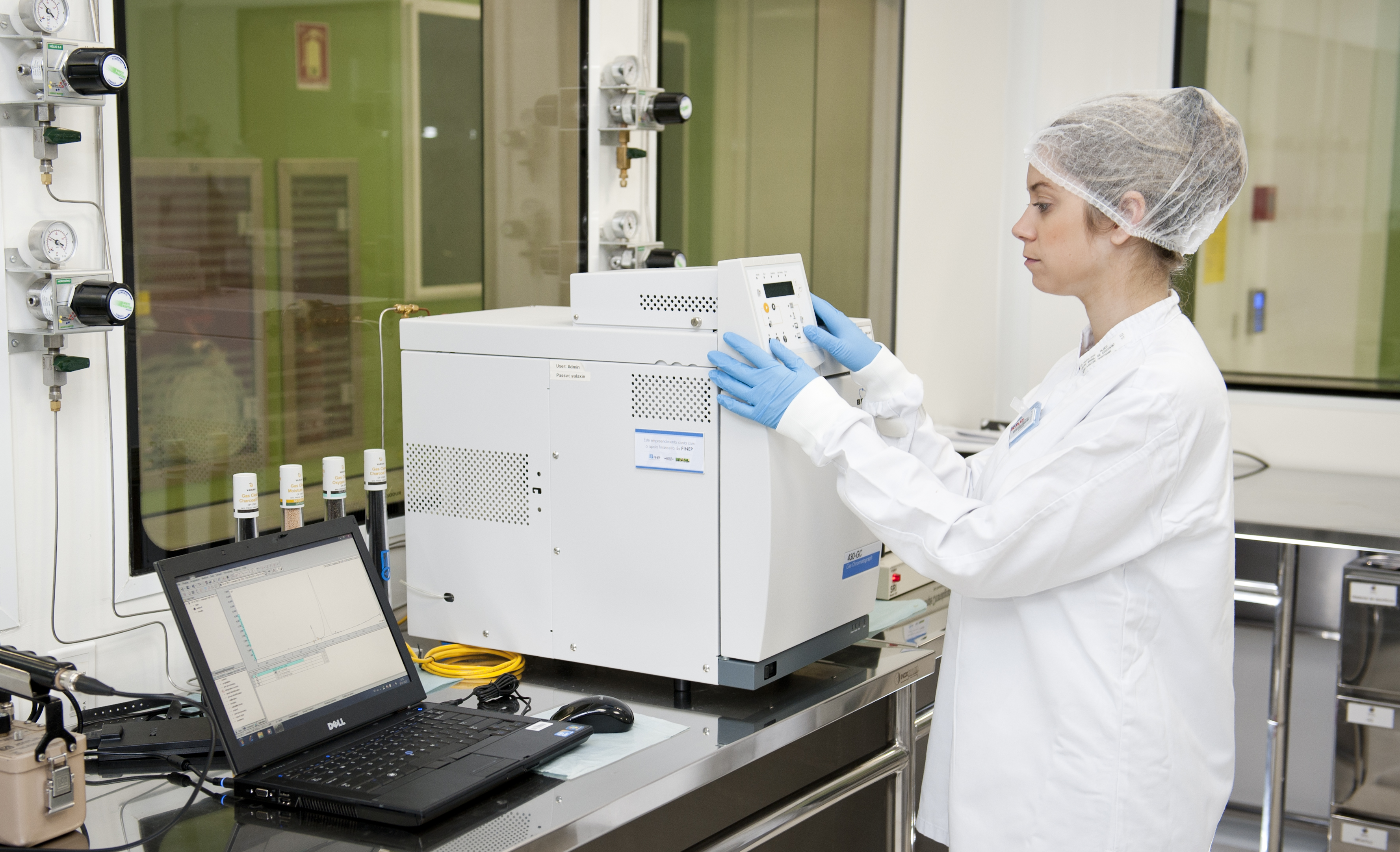
Instituto do Cérebro

A PUCRS é uma Universidade com importante foco na pesquisa científica e tecnológica, desenvolvendo investigações em nível internacional nas diversas áreas do conhecimento. A pesquisa está organizada em oito grandes eixos temáticos, que orientam a investigação científica e a busca de soluções para problemas complexos da sociedade: Biologia e Saúde; Cultura e Educação; Energia e Recursos Naturais; Humanidade e Ética; Meio Ambiente e Biodiversidade; Materiais, Processos e Dispositivos; Sociedade e Desenvolvimento; Tecnologia de Informação e Comunicação.
Atualmente (dados de 2019), a PUCRS conta com mais de 500 estruturas de pesquisa (entre grupos, núcleos, laboratórios, centros e institutos), que desenvolvem cerca de 1.700 projetos de pesquisa envolvendo docentes e discentes em níveis de pós-doutorado, doutorado, mestrado, graduação e ensino médio (Iniciação Científica Júnior – IC Jr.). A PUCRS participa dos programas de iniciação científica (IC) de agências de fomento do País (Conselho Nacional de Desenvolvimento Científico e Tecnológico - CNPq) e do Estado (Fundação de Amparo à Pesquisa do Estado do Rio Grande do Sul - Fapergs) e possui um programa próprio de bolsas para incentivar projetos de Iniciação Científica e Iniciação Tecnológica, com destaque para os projetos que promovem a interação entre diferentes áreas do conhecimento (Programa de Bolsas de Pesquisa para Alunos da Graduação - BPA). Ao todo, são mais de 700 alunos de graduação bolsistas envolvidos em pesquisa, além de 45 alunos de ensino médio de diversas escolas de Porto Alegre (bolsa IC Jr).
A PUCRS sedia o Instituto do Petróleo e dos Recursos Naturais (IPR), o Instituto do Meio Ambiente (IMA), o Instituto de Geriatria e Gerontologia (IGG) e dois Institutos Nacionais de Ciência e Tecnologia (INCTs): o INCT Tuberculose e o INCT Forense, os quais têm sua excelência reconhecida em níveis nacional e internacional. Além disso, o InsCer, referência em neurologia, neurociências e diagnóstico por imagem, está localizado na Universidade e conta com a participação dos pesquisadores e professores da PUCRS, a fim de estabelecer um forte elo entre pesquisa e assistência médica.
Estruturas de Pesquisa
A PUCRS possui um modelo institucional de estruturas de pesquisa para propiciar uma compreensão conceitual unificada e adequada à realidade da Universidade como Instituição de Ensino e Pesquisa e promover maior visibilidade da pesquisa desenvolvida. É mantido investimento constante na atualização da sua infraestrutura de pesquisa, organizada na forma de Grupos, Núcleos, Laboratórios, Centros e Institutos de Pesquisa. Essas estruturas de pesquisa viabilizam a integração de pesquisadores e alunos de Graduação ou Pós-Graduação, promovendo o desenvolvimento de projetos de pesquisa com foco na geração ou no avanço do conhecimento, bem como em resultados inovadores e na produção intelectual.
Museu de Ciências e Tecnologia (MCT)
O Museu de Ciências e Tecnologia tem como missão gerar, preservar e difundir o conhecimento por meio de seus acervos e exposições, contribuindo para o desenvolvimento da ciência, da educação e da cultura. A atuação do Museu como canal de difusão do conhecimento se realiza por meio de suas exposições. O MCT-PUCRS também promove a geração e a preservação do conhecimento. Suas coleções científicas abrigam um vasto acervo de fósseis, espécimes representantes de nossa biodiversidade e peças provenientes de escavações arqueológicas.

## Extensão comunitária
A PUCRS, como Instituição Comunitária de Ensino Superior, identifica a extensão como uma missão importante que objetiva atender as demandas da comunidade, de forma articulada com o ensino e a pesquisa, produzidos por seus professores, alunos e técnicos administrativos em seus diferentes espaços. Algumas das iniciativas de extensão comunitária são o Service Learning (metodologia ativa de ensino e aprendizagem, que promove o desenvolvimento dos alunos por meio da aplicação prática do conhecimento adquirido em sala de aula); a Universidade da Terceira Idade (Unati), que oferece atividades de ensino e extensão voltados para a terceira idade e o envelhecimento bem-sucedido; o Instituto de Cultura, que contempla as iniciativas ligadas ao desenvolvimento sociocultural da comunidade acadêmica dentro e fora do Campus; e o Centro de Pastoral e Solidariedade, que tem como objetivo promover a evangelização por meio da reflexão, da vivência de fé e da ação solidária.

## Reconhecimentos

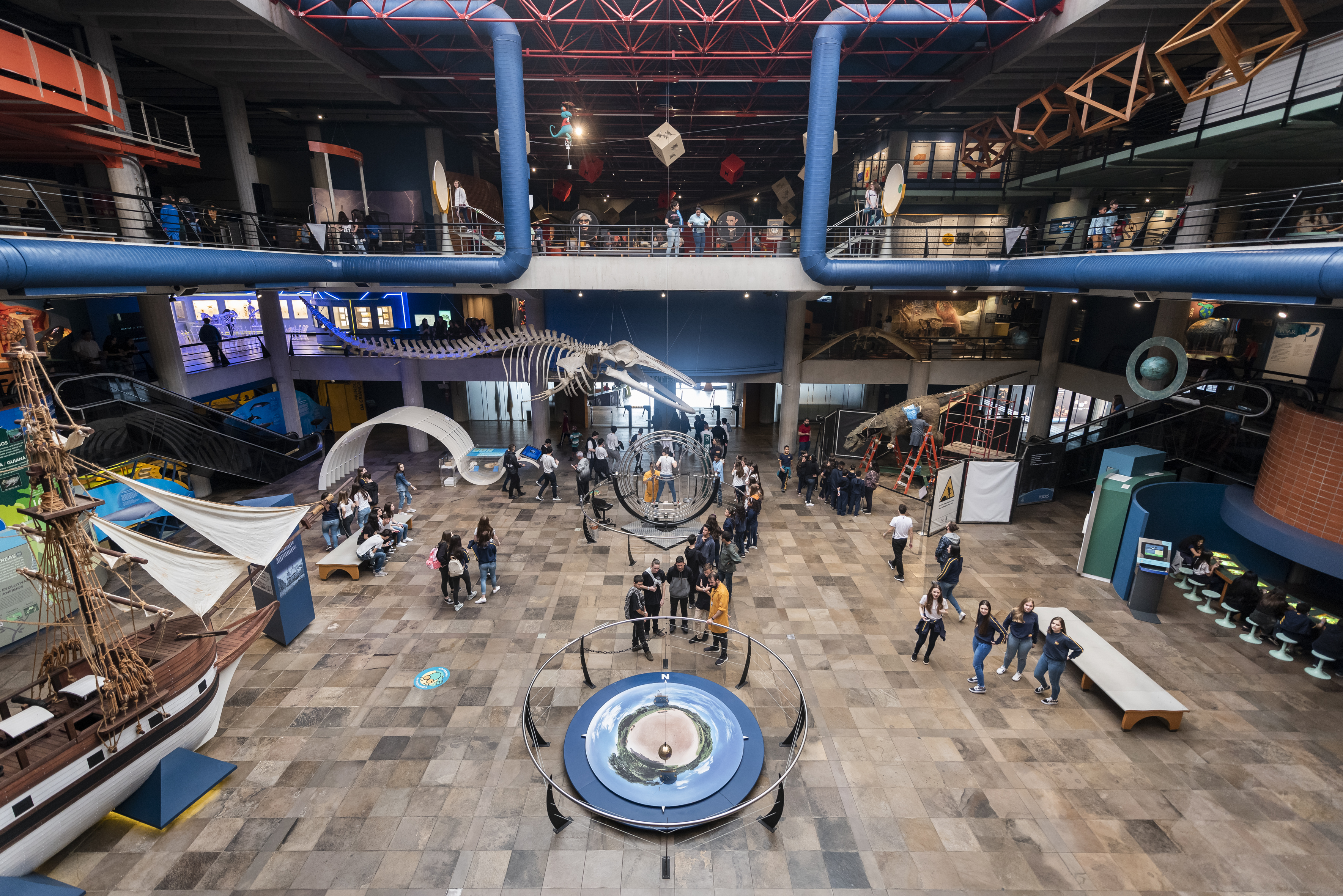
Museu de Ciência e Tecnologia

Em 2019, a PUCRS foi considerada a melhor universidade privada do sul do país pelo MEC. A conquista já havia sido obtida nos anos de 2012, 2013 e 2018. A Universidade teve essa mesma classificação na avaliação do Times Higher Education World University Ranking 2020 e na edição do QS World University Rankings 2020. Já no Ranking Universitário da Folha de S.Paulo, a Universidade aparece como a melhor privada do Brasil em 2019, 2018, 2017 e 2015. No ranking Times Higher Education by Subject 2020, cursos da PUCRS foram destaques em seis áreas. Em 2017, a pós-graduação da PUCRS alcançou a melhor média nacional entre as IES públicas e privadas, com dez ou mais programas de pós-graduação, de acordo com a Avaliação Quadrienal da Capes. A Avaliação da Capes mostra a PUCRS com conceito médio 5,42 entre as IES com dez ou mais PPGs. O conceito máximo da Capes é 7, mas a partir da nota 6 os programas aferidos são considerados de excelência internacional. O Museu de Ciências e Tecnologia da PUCRS (MCT) foi eleito o 10º melhor do Brasil pelo site TripAdvisor, em 2017.

## PUCRS Online
A PUCRS Online é a modalidade de ensino a distância da Pontifícia Universidade Católica do Rio Grande do Sul (PUCRS), lançada em 2020 para ampliar o acesso à educação superior. As aulas são oferecidas em parceria com o UOL EdTech, empresa de tecnologia educacional responsável pelo ambiente virtual de aprendizagem. 
A iniciativa oferece cursos de graduação, MBAs, pós-graduações lato sensu e cursos livres, todos com acesso 100% online. 
Os cursos de graduação abrangem áreas como Gestão, Negócios, Tecnologia e Marketing, e são ofertados com diversas formas de ingresso. Na pós-graduação, a PUCRS Online disponibiliza dezenas de cursos de especialização e MBAs com duração média de 12 meses e corpo docente composto por professores reconhecidos no mercado e na academia.
A PUCRS Online também oferece trilhas de certificação profissional, voltadas à capacitação prática e rápida em áreas como dados, liderança, ESG e inteligência artificial. Essas certificações são compostas por microcursos de curta duração, voltados para estudantes e profissionais que desejam fortalecer habilidades específicas com reconhecimento institucional
Além das formações pagas, a PUCRS Online também disponibiliza cursos gratuitos com certificado, em áreas como neurociência, moda, gestão de pessoas e escrita acadêmica. A iniciativa tem como foco a democratização do acesso ao ensino de qualidade e já ofereceu dezenas de cursos com certificado de participação.
A instituição foi a primeira do Brasil a disponibilizar aulas de pós-graduação com o economista e ganhador do Prêmio Nobel Daniel Kahneman. 
Em 2023, a universidade obteve nota máxima (5) no recredenciamento institucional do ensino a distância pelo Ministério da Educação, o que garantiu a continuidade das suas atividades por mais dez anos. 
A universidade tem sido reconhecida por sua atuação em rankings nacionais. No Ranking Universitário Folha (RUF) de 2019, por exemplo, foi considerada a melhor universidade privada do Brasil. Em 2024, a PUCRS foi novamente destacada no Ranking Universitário Folha (RUF), mantendo a posição de melhor universidade privada do Brasil.
Além disso, a modalidade tem promovido ações sociais, como a campanha "Matrícula Solidária", realizada em parceria com o UOL EdTech e o G10 Favelas, que destinou cestas básicas a comunidades em situação de vulnerabilidade. 